# Opisthonema
Opisthonema là một chi cá trích được tìm thấy ở vùng nước nhiệt đới ở Western Hemisphere. Chi này có 5 thành viên.

## Các loài
- Opisthonema berlangai Berry & Barrett, 1963
- Opisthonema bulleri (Regan, 1904)
- Opisthonema libertate (Günther, 1867)
- Opisthonema medirastre Berry & Barrett, 1963
- Opisthonema oglinum (Lesueur, 1818)